# Hanyszawa
Hanyszawa (biał. Ганышава; ros. Ганышево, Ganyszewo) – wieś na Białorusi, w obwodzie witebskim, w rejonie orszańskim, w sielsowiecie Smolany, nad rzeką Adrou.